# کلاودیر
کلاودیر (پرتغالی: Claudir؛ زادهٔ ۶ اوت ۱۹۹۲) بازیکن فوتبال اهل برزیل است.